# Serge Méry
Serge Méry est une personnalité politique française, membre du PS depuis 1969.
Vice-président du Conseil régional d'Île-de-France chargé des transports de 1998 à 2010, il a été une personne clé de l'exécutif régional et du Syndicat des transports d'Île-de-France.
Réélu conseiller régional en 2004, il n'a pas été représenté par le PS aux élections régionales de 2010. Il a quitté le PS en 2015 en désaccord avec la politique menée par Francois Hollande. Il a ré adhéré en 2022. Il a été membre du conseil municipal d'Epinay de 1977 à 2001.
Conseiller général du canton d'Épinay-sur-Seine depuis 1988, il a été réélu en 2004 contre le maire de la ville, malgré un premier tour difficile.
Il est nommé chevalier de la Légion d'honneur en 2001,.
Il est battu aux élections cantonales de 2011 par le maire d’Épinay-sur-Seine Hervé Chevreau.